# Тонга на літніх Олімпійських іграх 1992
Тонга брала участь у Літніх Олімпійських іграх 1992 року у Барселоні (Іспанія) утретє за свою історію, але не завоювала жодної медалі. Країну представляли п'ять спортсменів, які брали участь у змаганнях з легкої і важкої атлетики.

## Легка атлетика
Спортсменів — 4
Чоловіки
| Спортсмен     | Вид               | Попереднє коло | Попереднє коло | Чвертьфінал | Чвертьфінал | Півфінал   | Півфінал   | Фінал      | Фінал      |
| Спортсмен     | Вид               | Результат      | Місце          | Результат   | Місце       | Результат  | Місце      | Результат  | Місце      |
| ------------- | ----------------- | -------------- | -------------- | ----------- | ----------- | ---------- | ---------- | ---------- | ---------- |
| Толутау Коула | 100м              | 10,85          | 6              | Не пройшов  | Не пройшов  | Не пройшов | Не пройшов | Не пройшов | Не пройшов |
| Матеакі Мафи  | 200м              | 22,05          | 5              | Не пройшов  | Не пройшов  | Не пройшов | Не пройшов | Не пройшов | Не пройшов |
| Паеакі Кокоху | 400 м з бар'єрами | 56,99          | 5              | Не пройшов  | Не пройшов  | Не пройшов | Не пройшов | Не пройшов | Не пройшов |
| Хомело Ві     | Десятиборство     |                |                |             |             |            |            | 6768       | 26         |

## Важка атлетика
Спортсменів — 1
| Спортсмен       | Категорія | Маса  | Ривок | Ривок | Ривок | Поштовх | Поштовх | Поштовх | Всього | Місце |
| Спортсмен       | Категорія | Маса  | 1     | 2     | 3     | 1       | 2       | 3       | Всього | Місце |
| --------------- | --------- | ----- | ----- | ----- | ----- | ------- | ------- | ------- | ------ | ----- |
| Уасі Ві Кохіноа | 75 кг     | 74,50 | 85    | 90    | 90    | 110     | 110     | 115     | 200    | 31    |